# Videojuego gacha

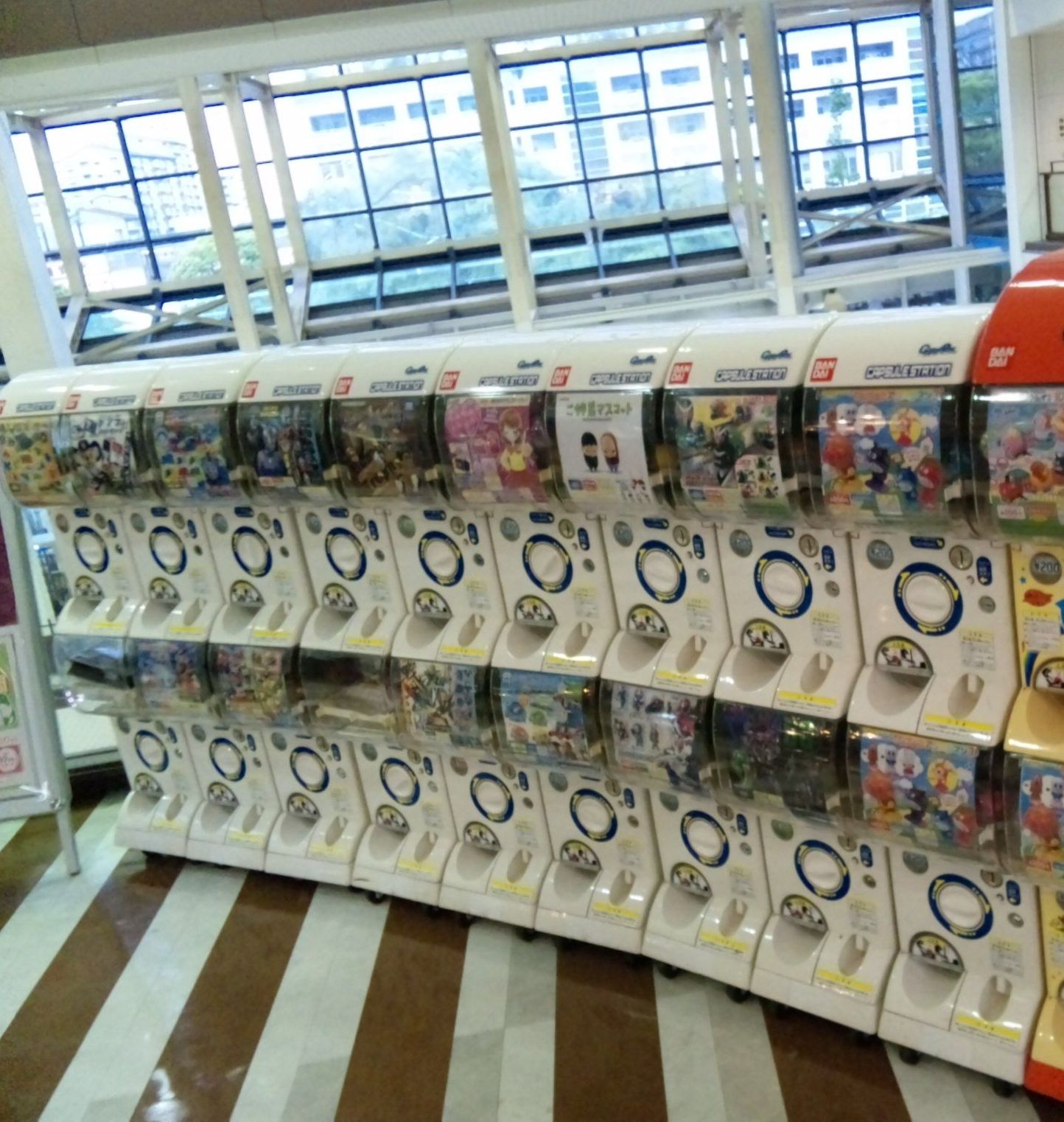
Máquinas expendedoras tipo gashapon en Japón.

Un videojuego gacha es un videojuego que adapta y virtualiza la mecánica de la gacha (máquina expendedora de cápsulas y juguetes). En la monetización de los videojuegos es similar a la caja de botín, al inducir a los jugadores a gastar dinero. La mayoría de estos videojuegos son videojuegos móviles gratuitos. En los videojuegos gacha, los jugadores gastan dinero virtual, que puede ser obtenido de una máquina; sin embargo, generalmente se gasta dinero real para obtener el dinero virtual y las oportunidades para usarla. 
El modelo de los videojuegos gacha comenzó a usarse ampliamente a principios de la década de 2010, particularmente en Japón. Casi todos los videojuegos móviles de mayor recaudación en Japón lo utilizan, y se ha convertido en una parte integral de la cultura japonesa de los videojuegos móviles. Fuera de Japón, este tipo de videojuego también está ganando popularidad. Ejemplos de juegos de gacha son Animal Crossing: Pocket Camp, Honkai Impact 3rd, Final Fantasy: Brave Exvius, Fire Emblem Heroes, Puzzle & Dragons,Dragon Ball Legends, Dragon Ball Z: Dokkan Battle, Dragon Collection, Granblue Fantasy, Kantai Collection, Monster Strike, Fate/Grand Order y Kingdom Hearts Union χ. Este tipo de videojuego también está siendo desarrollado cada vez más por compañías chinas y coreanas; ejemplos notables incluyen Azur Lane (chino), Blue Archive (coreano), Cookie Run: Kingdom (coreano), Genshin Impact (chino), Girls' Frontline (chino) y Goddess of Victory: Nikke (coreano).

## Modelo
En estos videojuegos hay numerosos personajes, ítems u otros elementos que los jugadores pueden conseguir a través de un mecanismo "gacha" que es análogo a una máquina tragamonedas o una ruleta. Por medio de un "banner", los jugadores pueden "tirar" o "rolar" el gacha utilizando una cantidad específica de dinero virtual el cual le dará al jugador un personaje, carta u otro elemento al azar. Frecuentemente, estos banners tienen una duración limitada; lo cual significa que una vez finalizados, los personajes o ítems ya no pueden ser obtenibles. 
En los videojuegos gacha, estas mecánicas son esenciales para que los jugadores progresen en el juego. Los jugadores pueden recibir gachas gratis o con descuento, pero por lo general deben pagar para obtener más dinero virtual para ser usado en los banners limitados.  El modelo de los videojuegos gacha ha sido comparado con el de los juegos de cartas coleccionables, así como con los juegos de azar.

## Tipos
Hay varias mecánicas gacha que son utilizadas en los videojuegos móviles japoneses.
- Gacha completa: También llamado "kompu gacha"[9][10] o "compu gacha",[11] fue un modelo de monetización popular en los videojuegos móviles japoneses hasta 2012, cuando se volvió ilegal a través de la opinión legal. Bajo las reglas de gacha completa, los jugadores intentan "completar" un conjunto de elementos comunes en un grupo de premios particular para combinarlos en un elemento más raro.[11][12] Los primeros elementos de un conjunto se pueden adquirir rápidamente, pero a medida que disminuye el número de elementos faltantes, es cada vez más improbable que el canje de una caja de botín complete el conjunto. Esto es particularmente cierto si hay una gran cantidad de elementos comunes en el juego, ya que eventualmente se requiere un único elemento específico.[12]

- Caja gacha: La caja gacha es una caja virtual de un conjunto de elementos con probabilidades conocidas. Su popularidad creció en la época en que se estaba publicitando la controversia sobre la gacha completa. Generalmente, la caja gacha se considera más justa porque a medida que los artículos se sacan de la caja, aumenta la probabilidad de recibir el artículo deseado, ya que hay menos artículos en la caja.[13] También es posible extraer todos los elementos de la caja, siempre que el jugador esté dispuesto a gastar lo suficiente. Por esta razón, algunos jugadores calcularán cuánto dinero necesitarían para asegurarse de sacar el artículo que elijan.[14]

- Gacha sugoroku: Este tipo de gacha es similar a la de un juego de mesa. Las mecánicas gacha se utilizan para que el jugador progrese a través del tablero, y un progreso mayor implica mejores recompensas. Cada vez que el jugador tira la gacha, su personaje lanzará un dado o girará una rueda para determinar qué tan lejos llegará el personaje.[13]

- Gacha con reintento: permite al jugador "volver a tirar" la gacha si recibe un resultado desfavorable. Esto también puede significar "volver a tirar" la gacha en una nueva cuenta una y otra vez hasta que el jugador obtenga los resultados iniciales deseados para realmente comenzar a jugar. Algunos videojuegos ofrecen esta función de forma gratuita.[13]

- Gacha consecutiva: mejora las posibilidades de recibir recompensas raras cuando el jugador gasta dinero en grandes cantidades. A diferencia de gastar una cantidad establecida para tiradas individuales, un jugador puede gastar una cantidad mayor para tirar la gacha varias veces seguidas por un precio ligeramente descontado. Al final de la tirada, el jugador recibe todos los artículos a la vez.[14]

- Gacha intensificada: en esta modalidad, las posibilidades de que los jugadores obtengan un objeto raro aumentan cada vez que tiran la gacha. Esta gacha es muy popular entre los que gastan mucho dinero, porque con cada tirada las apuestas las sienten más altas.[14]

- Gacha abierta o cerrada: Es un tipo de gacha que muestra (abierta) u oculta (cerrada) las probabilidades exactas de extraer objetos raros.[13]

- Gacha con descuento: generalmente involucra campañas o eventos especiales de la compañía de videojuegos para permitir a los usuarios tirar la gacha por un precio más bajo.[13]

## Atractivo comercial
Los desarrolladores de videojuegos han elogiado la gacha como una gran estrategia de monetización para los videojuegos gratuitos. La mayoría de los desarrolladores que trabajan principalmente con videojuegos gratuitos recomiendan que la gacha se incorpore al videojuego en las etapas tempranas del desarrollo, para lograr un potencial máximo de monetización.
Se ha debatido qué hace que las mecánicas gacha sean tan adictivas para tantos jugadores. Algunos creen que los videojuegos gacha juegan con el instinto inherente de cazador-recolector que la gente posee para recolectar artículos, así como el deseo de completar un conjunto. Otros creen que es simplemente la replicación de la emoción de las apuestas lo que hace que los jugadores vuelvan a jugar una y otra vez.

## Crítica y controversia
En mayo de 2012, se publicó un artículo en un periódico japonés conservador, Yomiuri Shimbun, que criticaba los videojuegos de redes sociales y específicamente los videojuegos gacha por aprovecharse de la ingenuidad de los niños para obtener ganancias. La principal queja del artículo fue que el modelo gacha se parecía demasiado al juego de apuestas. El periódico solicitó una investigación por parte de la Agencia de Asuntos del Consumidor (消費者庁 shouhishachō?) de Japón para evitar el abuso del sistema. Poco después, se realizó la investigación sugerida y el modelo "gacha completa" fue declarado ilegal por la Agencia de Asuntos del Consumidor, citando la "Ley para prevenir ingresos extras injustificables o beneficios inesperados y representación engañosa". (不当景品類及び不当表示防止法?) Esto no se hizo mediante la introducción de ninguna nueva legislación, sino al emitir una opinión legal de que los artículos virtuales podrían considerarse "premios" en virtud de la legislación existente escrita en 1977 para evitar la aplicación de la gacha completa en el contexto de las cartas intercambiables de béisbol. Un mes después de la emisión de la opinión legal, todos los principales editores de videojuegos japoneses habían eliminado las reglas de la gacha completa de sus videojuegos, aunque muchos desarrolladores encontraron formas de evitar estas reglas. Los desarrolladores japoneses de  videojuegos móviles, incluidos GREE y DeNA, trabajaron para establecer un grupo industrial autorregulado, la Asociación de Juegos Sociales de Japón, que fue un intento de obligar a los desarrolladores a dejar de utilizar estos modelos, pero no tuvo éxito, y finalmente la  Asociación se disolvió en 2015.
La mecánica gacha ha sido objeto de escrutinio por su similitud con las apuestas, y algunos países han tomado medidas, como obligar a que las probabilidades de obtener los objetos se hagan públicas y prohibir ciertas prácticas (por ejemplo, la gacha completa).  Según una encuesta, muchos jugadores también se arrepienten después de realizar compras en estos videojuegos. Este tipo de videojuego también ha sido criticado por atraer a los jugadores a gastar miles de dólares a la vez para obtener lo que quieren, y la forma en que se presentan los resultados de la gacha dentro del videojuego también ha sido criticada.